# Oxygonum vanderystii
Oxygonum vanderystii är en slideväxtart som beskrevs av Robyns. Oxygonum vanderystii ingår i släktet Oxygonum och familjen slideväxter. Inga underarter finns listade i Catalogue of Life.